# Euoestrophasia portoriquensis
Euoestrophasia portoriquensis är en tvåvingeart som beskrevs av Guimaraes 1975. Euoestrophasia portoriquensis ingår i släktet Euoestrophasia och familjen parasitflugor.
Artens utbredningsområde är Puerto Rico. Inga underarter finns listade i Catalogue of Life.